# Taufbecken (Bougival)

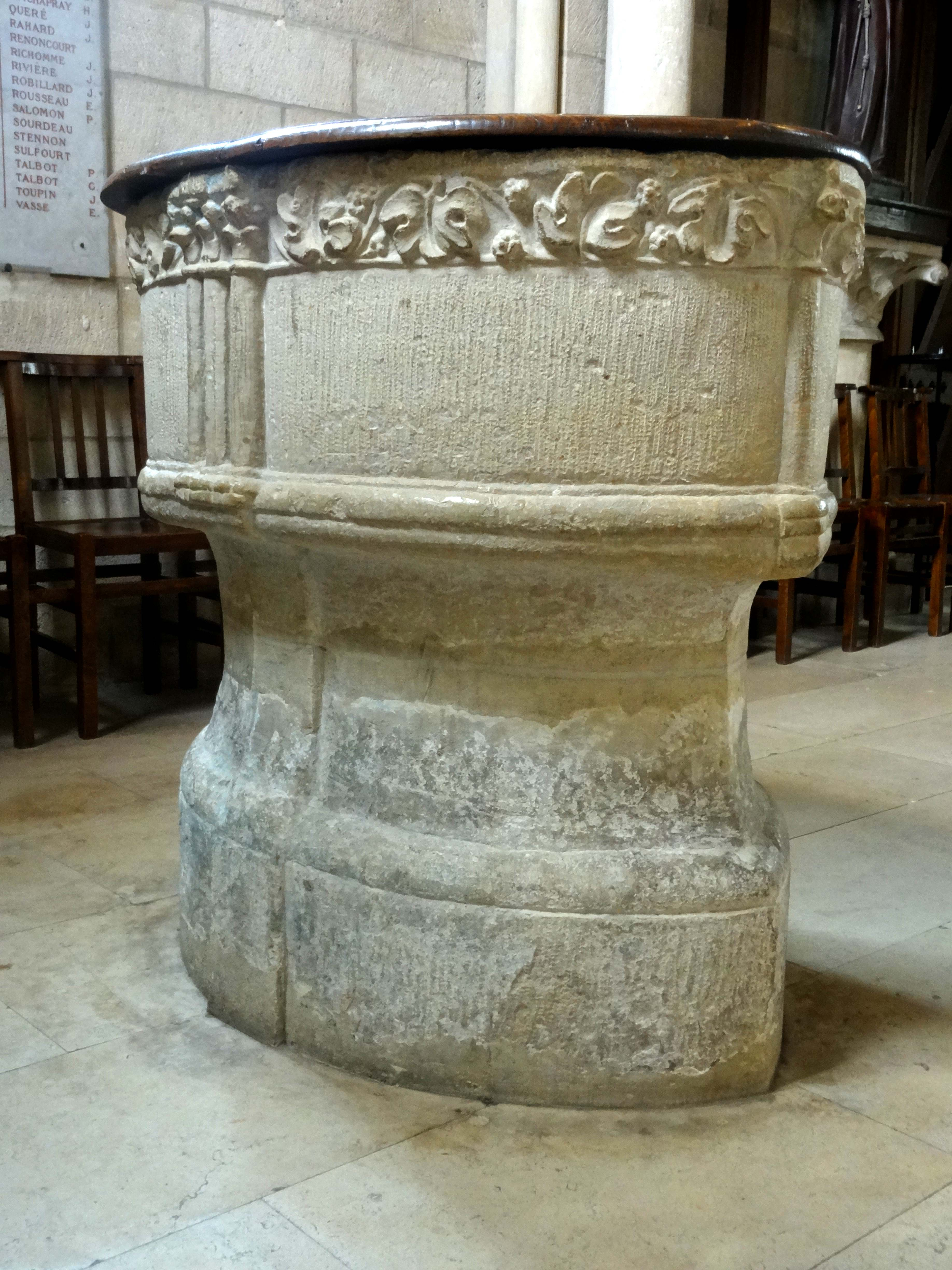
Taufbecken in Bougival

Das Taufbecken in der katholischen Pfarrkirche Notre-Dame in Bougival, einer französischen Gemeinde im Département Yvelines in der Region Île-de-France, wurde im 13. Jahrhundert geschaffen. 
Im Jahr 1905 wurde das gotische Taufbecken als Monument historique in die Liste der geschützten Objekte (Base Palissy) in Frankreich aufgenommen.
Das einen Meter hohe Taufbecken aus Kalkstein steht auf einem ovalen Sockel. Das ebenfalls ovale Becken ist am oberen Rand mit einem Blattfries verziert und am unteren Abschluss profiliert.